# Chevalier Gaugand
Gustave Gaugand, couramment appelé chevalier Gaugand, est un fonctionnaire, président de confrérie militaire ainsi qu'un entrepreneur bisontin, ayant vécu au XIXe siècle. 
Il est principalement connu comme champion du tir à l'oiseau, ainsi que, dans une moindre mesure, comme patron de café. 

## Biographie
Au début du XIXe siècle, Gaugand devient secrétaire des francs-archers de Besançon, ; poste qu'il occupe pendant plus d'un demi-siècle. 
Au début de l'année 1860, il est l'un des derniers membres de cette confrérie déclinante,. Il n'est alors plus accompagné que du poète Charles Viancin, ainsi que d'un certain Maitre Olivier. Il en sera aussi le dernier président ; succédant alors au colonel Charles d'Argy qui la dirigea de 1860 à 1866.  

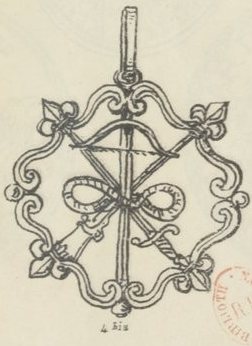
Armoiries des chevaliers de l'arquebuse.

Il fut aussi employé à la préfecture de Besançon de 1813 à 1821, de 1848 à 1869 ; puis, clerc de notaire, vers 1874. En 1865, il remporta plusieurs prix académiques.  
Le chevalier Gaugand décède après 1874. Dans Mon vieux Besançon, Gaston Coindre le qualifiera d'« étrange sagittaire » ,.

### Champion du papegai
Gaugand fut, à de nombreuses reprises, sacré roi, puis empereur du tir à l'oiseau, aussi appelé « papegai » ; une compétition organisée par les chevaliers de l'arquebuse et qui se déroulait tous les ans au Petit-Chamars. Dans une lettre adressée au chevalier Ordinaire - commandant d'artillerie qui rejoignit la confrérie, fin 1860 -, d'Argy rendra hommage à ses talents d'archer ainsi qu'à son habileté dans cette discipline.
En raison du désistement de ses confrères, il représentera seul l'organisation au grand festival des rameaux de Dijon, les 30 juin, 1 et 2 juillet 1866. Il y remporte le premier prix du tir à l'oiseau, ainsi que la médaille d'or, face aux confréries de Lyon, Chalon-sur-Saône, Dole, Auxonne et de Dijon.

### Le Café du Balcon

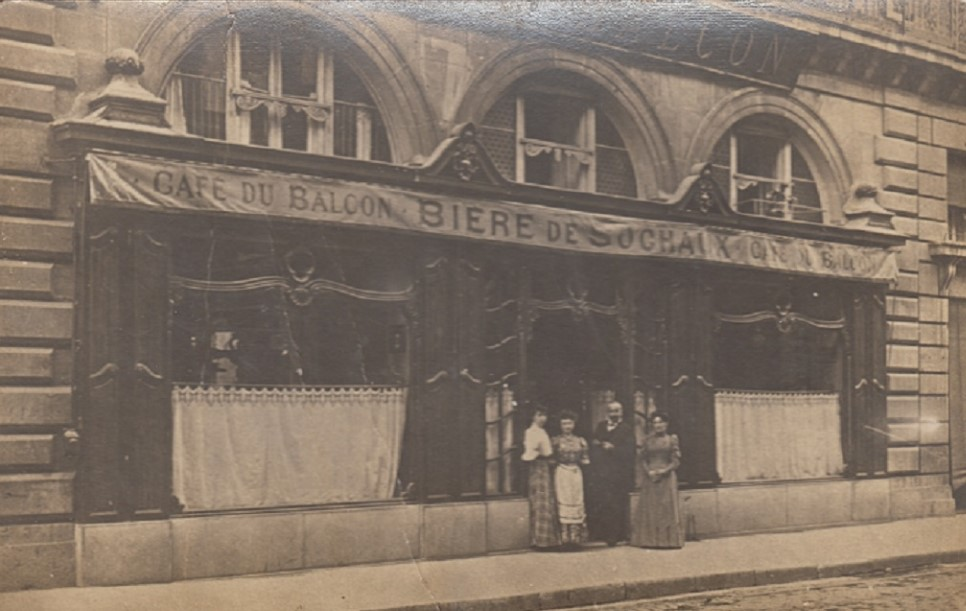
Café du Balcon, rue de la république.

Gaugand est aussi connu comme patron de café. En 1838, il fonde le Café du Balcon, rue Neuve-Saint-Pierre, actuelle rue de la République, à Besançon,. L'inauguration réunie plus de deux-mille personnes. Initialement décoré par un dénommé Reyne, en 1856, l'établissement est redécoré par le peintre Victor Jeanneney. Toutefois, Gaugand n'y fera pas fortune.
Gaston Coindre relève qu'il fut considéré comme le café « le plus brillant de la ville, »,. Toutefois, dans ses mémoires, le bibliothécaire Charles Weiss le décrit comme aspirant à devenir « une mauvaise tabagie. ».